# Мисчи (Болцано)
Мисчи је насеље у Италији у округу Болцано, региону Трентино-Јужни Тирол.
Према процени из 2011. у насељу је живело 25 становника. Насеље се налази на надморској висини од 1601 м.